# Bruck-Waasen
Bruck-Waasen là một đô thị ở huyện Grieskirchen bang Oberösterreich, nước Áo. Đô thị này có diện tích 28,4 km², dân số thời điểm ngày 31 tháng 12 năm 2005 là 2315 người.